# Flektem
Flektem – jedno z podstawowych pojęć paradygmatyki fleksyjnej, w ujęciu której tworzy on, wraz z formą tekstową, formę fleksyjną. Flektem obejmuje znaczenie leksykalne oraz gramatyczne.
Przykład
- Forma fleksyjna: ulicę.
- Flektem = ‘droga w mieście, rzadziej na wsi, z budynkami po obu stronach i zwykle z chodnikiem dla pieszych’ + ‘biernik, liczba pojedyncza’.